# Ambedus
Ambedus pusillus
Genre
Espèce
Ambedus  est un genre éteint de reptiliomorphes de la famille des diadectidés. Ses fossiles ont été trouvés dans le groupe Dunkard du Permien inférieur dans le comté de Monroe, dans l'Ohio. L'espèce type, et unique espèce connue, Ambedus pusillus, a été nommée en 2004 par Richard A. Kissel (d) et Robert R. Reisz (d).

## Étymologie
Le nom du genre vient du mot latin ambedo qui signifie « grignoter », en référence à son régime herbivore. Le nom spécifique pusillus signifie « minuscule » en latin.

## Description
Ambedus était un petit diadectidé connu seulement à partir d'un os maxillaire et d'un dentaire. Il est considéré comme le plus primitif des diadectidés car, contrairement aux autres genres, il avait une mâchoire inférieure courte et de nombreuses dents simples, coniques. Plus tard, les diadectidés ont eu des mâchoires profondes avec quelques dents incisiformes et projetées vers l'avant à l'extrémité de la mâchoire, mieux adaptées pour consommer les végétaux.

## Paléobiologie
L'holotype d’Ambedus a été trouvé à partir d'un affleurement datant du Permien inférieur dans la Formation de Greene sur Clark Hill dans le comté de Monroe, dans l'Ohio. Il a été retrouvé aux côtés de fossiles de dipneuste Sagenodus, d'amphibien Trimerorhachis temnospondyle, un reptiliomorphe embolomère et d'un synapsidé Ctenospondylus. Ces animaux sont susceptibles d'avoir vécu à côté d'un lac d'eau douce ou d'un étang.